# テカムセ (原子力潜水艦)
|           |                                                  |
| 艦歴      |                                                  |
| 発注:     | 1961年7月20日                                    |
| 起工:     | 1962年6月1日                                     |
| 進水:     | 1963年6月22日                                    |
| 就役:     | 1964年5月29日                                    |
| 退役:     | 1993年7月23日                                    |
| 除籍:     | 1993年7月23日                                    |
| その後:   | 原子力艦再利用プログラム                         |
| 性能諸元  |                                                  |
| 排水量:   |                                                  |
| 全長:     | 425 ft (129.5 m)                                 |
| 全幅:     | 33 ft (10.1 m)                                   |
| 吃水:     |                                                  |
| 機関:     | 原子力ギアード・タービン推進 GE S5W原子炉 1基    |
| 最大速:   |                                                  |
| 兵員:     |                                                  |
| 兵装:     | 21インチ魚雷発射管4基 トライデント・ミサイル16発 |
| モットー: | United for Freedom                               |

テカムセ (USS Tecumseh, SSBN-628) は、アメリカ海軍の原子力潜水艦。ジェームズ・マディソン級の2番艦。艦名はアメリカ先住民、ショーニー族の族長テカムセに因む。その名を持つ艦としては太平洋戦争時に量産されたタグボートの一隻(YT-273)以来4隻目。

## 艦歴
テカムセの建造は1961年7月20日にコネチカット州グロトンのジェネラル・ダイナミクス、エレクトリック・ボート社に発注され、1962年6月1日に起工した。当初はウィリアム・ペン (William Penn) と命名される予定であったが、1962年4月11日に改名された。 1963年6月22日にロバート・L・F・サイクス夫人によって命名、進水し、1964年5月29日にブルー班のアーネット・B・テイラー艦長およびゴールド班のチャールズ・S・カーライル艦長の指揮下就役する。
テカムセは真珠湾を母港とし、1964年12月17日にマリアナ諸島へ展開、12日後にグアムに到着し戦略抑止哨戒を行う。1969年中に21回の戦略抑止偵察巡航を行った後、テカムセは大西洋艦隊へ転属となる。真珠湾とパナマ運河を経由して東海岸に向かい、1969年11月8日にバージニア州ニューポート・ニューズに到着した。その後直ちにニューポート・ニューズ造船所入りし、ポラリスに替えてポセイドンを搭載するための改修に入る。改修は1970年5月9日に完了し、その後秋から冬にかけてオーバーホールを行う。テカムセは1971年2月18日にサウスカロライナ州チャールストンを新たな母港に指定される。
テカムセはチャールストン沖で海上公試および整調を行い、その後1971年後半に2回の戦略抑止哨戒を行う。続いてスコットランドのホリー・ロフへ展開し、1972年2月9日に到着する。テカムセは1976年までホリー・ロフを拠点として18回の戦略抑止哨戒を行った。
テカムセは1993年7月23日に退役し、同日除籍された。その後ワシントン州ブレマートンで原子力艦再利用プログラムの下1994年4月1日に解体された。